# Список глав государств в 457 году
Список глав государств в 456 году — 457 год — Список глав государств в 458 году — Список глав государств по годам

## Африка
- Королевство вандалов и аланов — Гейзерих, король (428 — 477)

## Америка
- Баакульское царство — Ч'а-«Casper», священный владыка (435 — 487)
- Мутульское царство (Тикаль) — Сиях-Чан-Кавиль II, царь (414 — 458)

## Азия
- Гассаниды:
  - аль-Мундир II ибн аль-Ну'ман, царь (453 — 472)
  - Амр III ибн аль-Ну'ман, царь (453 — 486)
  - Хийр ибн аль-Ну'ман, царь (453 — 465)
- Дханьявади — Тюрия Ната, царь[англ.] (418 — 459)
- Жужаньский каганат — Юйцзюлюй Тухэчжэнь, каган (444 — 464)
- Иберия — Вахтанг I Горгасал, царь (447 — 502)
- Индия:
  - Вакатака:
    - Нарендрасена, махараджа (440 — 460)
    - Девасена, махараджа (450 — 475)

  - Гупта — Скандагупта, махараджа (455 — 470)
  - Кадамба — Сантиварма, царь (455 — 460)
  - Паллавы (Анандадеша) — Симхаварман II, махараджа (436 — 458)
- Кавказская Албания — Ваче II, царь (438 — 461)
- Камарупа — Ганапативарман, царь (446 — 470)
- Кинда — Акиль-аль-Мурар, царь (425 — 458)
- Китай (Период Южных и Северных династий):
  - Лю Сун — Сяо У-ди (Лю Цзюнь), император (453 — 464)
  - Северная Вэй — Вэнь Чэн-ди (Тоба Цзюнь), император (452 — 465)
- Корея (Период Трех государств):
  - Конфедерация Кая — Чильджи, ван (451 — 492)
  - Когурё — Чансухо, тхэван (413 — 490)
  - Пэкче —  Кэро, король (454 — 475)
  - Силла — Нольджи, марипкан (417 — 458)
- Лазика (Эгриси) — Губаз I, король (ок. 456 — ок. 468)
- Лахмиды (Хира) — аль-Мундир I аль-Ну'ман, царь (418 — 462)
- Паган — Тюе, король[англ.] (439 — 494)
- Персия (Сасаниды):
  - Йездигерд II, шахиншах (439 — 457)
  - Ормизд III, шахиншах (457 — 459)
- Раджарата (Анурадхапура) — Пития, король (450 — 459)
- Тарума — Индраварман, царь (455 — 515)
- Тогон — Муюн Шэинь, правитель (452 — 481)
- Тямпа — Фан Шенхенг, князь (455 — ок. 472)
- Химьяр — Хасан Йиха'мин, царь (440 — 458)
- Япония — Юряку, император (456 — 479)

## Европа
- Англия:
  - Бринейх — Гарбониан ап Коэль, король (420 — 460)
  - Думнония — Эрбин ап Константин, король (443 — 480)
  - Кент — Хенгист, король (455 — 488)
  - Регед — Гургуст ап Кенеу, король (450 — ок. 490)
  - Эбрук — Мор ап Кенеу, король (450 — 470)
- Арморика — Алдриен, король (446 — 464)
- Бургундское королевство — Гундиох, король (436 — 473)
- Вестготское королевство — Теодорих II, король (453 — 466)
- Восточная Римская (Византийская) империя:
  - Маркиан, император (450 — 457)
  - Лев I Макелла, император (457 — 474)
- Гепиды — Ардарих, король (420 — 460)
- Гунны — Денгизих, царь (454 — 469)
- Западная Римская империя — Майориан, император (457 — 461)
- Ирландия — Лоэгайре, верховный король (428 — 458)
  - Айлех — Эоган Мак Ниалл, король (ок. 440 — 465)
  - Коннахт — Амальгайд, король (456 — ок. 470)
  - Лейнстер — Энне Хеннселах мак Лабрада, король (ок. 450 — 470)
  - Мунстер — Энгус мак Над Фройх, король (454 — 489)
- Остготы — Валамир, король (440 — 469)
- Папский престол - Лев I, папа римский (440 — 461)
- Салические франки — Меровей, король (447 — 458)
- Свевов королевство (Галисия):
  - Агривульф, король (456 — 457)
  - Мальдра, король (456 — 460)
- Тюрингия — Бизин, король (ок. 455 — ок. 507)
- Уэльс:
  - Брихейниог — Брихан из Брекнока, король (ок. 450 — 490)
  - Гвент — Инир ап Дивнуал, король (ок. 457 — ок. 480)
  - Гвинед — Кунеда ап Эдерн, король (ок. 450 — ок. 460)
  - Гливисинг — Солор ап Мор, король (450 — 470)
  - Дивед — Айргол Длиннорукий, король (455 — 495)
  - Поуис — Каделл Дирнллуг, король (447 — 460)
- Шотландия:
  - Пикты — Дрест I, король (413 — 480)
  - Стратклайд (Альт Клуит) — Кинуит ап Керетик, король (ок. 440 — ок. 470)

## Галерея
- Гейзерих 
 428—477 
 Король вандалов
- Маркиан 
 450—457 
 Император Византии
- Теодорих II 
 453—466 
 Король вестготов
- Меровей 
 447—458 
 Король салических франков
- Вахтанг I Горгасал 
 447—502 
 Царь Иберии
- Лев I 
 440—461 
 Папа Римский